# Berry (tartomány Franciaországban)

Berry elhelyezkedése Franciaországban

Berry térképe a mai közigazgatási beosztással

Berry [beʁi] egy dombos régió Közép-Franciaországban. Nevét a gall biturig törzsről kapta, lakóit berrikonoknak hívják. Berry Franciaország történelmi tartományai közé tartozott, amíg 1843. június 4-én a Francia Köztársasághoz nem csatolták. 1790 márciusában a részlegek váltották fel őket. Ma lényegében Cher (Haut-Berry) és Indre (Bas-Berry) megyékből áll. Fővárosa Bourges, egy másik fontos város Châteauroux. A Berry számos király és a királyi család más tagjainak, valamint George Sand és id. Alexandre Dumas szülőhelyeként ismert.
A híres Les très belles heures duc de Berry és a Les très riches heures duc de Berry kéziratokat is Berryhez kötik. Az első 1402 előtt készült el, és a brüsszeli Bibliothèque Royale-ban, a másik 1413 és 1416 közötti időszakból származik, és a chantillyi Musée Condéban található.

## Földrajza és gazdasága
Berry, amely délen a Massif Central északnyugati lábánál fekszik, 80 és 350 méteres közötti tengerszint feletti magasságban fekszik. a déli Párizsi-medence jura mészkőfennsíkján, amelyet a Cher, az Indre és a Creuse folyók szelnek át. Ahol a mészkőfennsíkot csak vékonyan borítja agyag, a legelők és a kevésbé intenzív juhtenyésztés dominál. Berry központi régiójában, a Châteauroux-tól északra fekvő Champagne Berrichonne-ban azonban főként gabonaféléket termesztenek. Végül keleten a szőlőtermesztés dominál, az AOC helyszínek Menetou-Salon, Quincy, Reuilly és Sancerre. Egyéb termékei közé tartoznak a különféle gyümölcsök és sajtok (pl. Crottin de Chavignol, Pouligny Saint-Pierre, Valençay) és feldolgozásuk.

## Története

Berry címere

Berry zászlaja

Berry az 5. század végéig önálló volt. A 6. században a Vizigót Királyság, majd 507-től, a vouilléi csata után Aquitania és így a Frank Birodalom részévé vált. A karoling korban Berry független volt Bourges grófságaként, mielőtt feloszlott volna az Aquitániai Hercegség (délnyugaton Bas-Berry) és Anjou és Blois grófságok (északkeleten Haute-Berry ) között. Ezenkívül keleten megjelent a Bourbon-uralom. A francia királyok a 11. századtól kezdték uralni. A 16. században Burgundia hercegei elkezdték elfoglalni Berryt, de a királyi birtokba való beolvasztása több mint száz évig tartott: 1101-ben Bourges vikomtsága, 1221-ben Issoudun és Châteauroux révén.
1360-ban Berryt hercegséggé emelték, amikor II. János francia király paragiumot alapított fia, János (1340–1416) számára. Halála után a hercegség visszatért a Domaine royalhoz, mivel túlélte fiait, és a címet és a paragiumot nem örökölhették női ági leszármazottak.
1419-ben a francia dauphin, Károly viselte a címet, bár már Touraine hercege, apja, Károly trónörököse és régens volt még azután is, hogy 1422-ben VII. Károlyként trónra lépett. A címet nem adták át újra. Csak halálának évében (1461) lett új herceg, Károly, a király legfiatalabb fia, aki 1465-ben a Normandia hercege címet kapta.
Miután egy újszülöttet kineveztek, de ő nem érte meg az első születésnapját, a hercegi cím 1498-ban – 25 éves betöltetlenség után – XI. Lajos király lányára, Franciaországi Johannára (más néven Jeanne de Valois) szállt. és a későbbi XII. Lajos király feleségére. Ő volt az Annuntiate Asszonyok Rendjének megalapítója is, és XII. Piusz pápa szentté avatta 1950-ben. Utána két másik fontos női uralkodó viselte a címet: I. Klaudia breton hercegnő és Navarrai Margit, de ezt követően a Berry hercegség már nem vált a francia monarchia számos címének egyikévé.
Az utolsó herceg Károly Ferdinánd (1778–1820) volt, X. Károly második fia (1757–1836) és a trónkövetelő, Henri d’Artois, Chambord grófjaként ismert apja.
- Berry hercegeinek palotája Bourges-ban
- Bourges katedrálisa
- Saint-André de Châteauroux
- Sancerre borvárosa
- Reuilly borvárosa

## Berry hercegei
Valois-ház

Franciaország tartományai (1477) – Berry akkoriban koronatartományként (világoskék középen)

- 1360–1416: János (1340–1416), Berry és Auvergne hercege, II. János király fia
- 1416–1417: János (1398–1417), VI. Károly király fia
- 1419–1422: Károly (1403–1461), VII. Károly király 1422-ben.
- 1461–1465: Károly (1446–1472), normandiai herceg 1465-ben, Guyenne hercege 1469-ben, VII. Károly király fia
- 1472–1473: Ferenc (1472–1473), XI. Lajos király fia.
- 1498–1505: Johanna (1464–1505), XI. Lajos francia király lánya, XII. Lajos felesége.

Valois-Angoulême-ház
- 1517–1549: Margit (1492–1549) 1527 Navarra királynője (uxor nomine), I. Ferenc nővére
- 1559–1574: Margit (1523–1574), I. Ferenc lánya
- 1574–1576: Erzsébet (1554–1592), IX. Károly özvegye
- 1576–1584: Ferenc (1555–1584), II. Henrik király és Medici Katalin legfiatalabb fia
- 1589–1601: Lujza (1553–1601), III. Henrik özvegye

Bourbon-ház
- 1686–1714: Károy (1686–1714), XIV. Lajos unokája
- 1754–1765: Lajos Ágost (1754–1793), később XVI. Lajos francia király
- 1778–1820: Karl Ferdinand (1778–1820), X. Károly francia király fia

## Fordítás
- Ez a szócikk részben vagy egészben  a   Berry (Provinz) című német Wikipédia-szócikk ezen változatának fordításán alapul.  Az eredeti cikk szerkesztőit annak laptörténete sorolja fel. Ez a jelzés csupán a megfogalmazás eredetét és a szerzői jogokat jelzi, nem szolgál a cikkben szereplő információk forrásmegjelöléseként.